# Meshikamau
Meshikamau, voorheen Michikamau Lake, is een meer van 2030 km² in de Canadese provincie Newfoundland en Labrador. Sinds de bouw van de Waterkrachtcentrale Churchill Falls (1967–1974) maakt Meshikamau deel uit van het grote Smallwood Reservoir en ligt de vroegere kustlijn onder water.

## Toponymie
De naam Meshikamau is Innu en betekent "groot meer". Het meer heette officieel Michikamau Lake, een Engelse verbastering van de Innubenaming, totdat de naam in 2015 officieel Meshikamau werd.

## Geografie
Het meer bevindt zich op het Labradorplateau, een plateau diep in het binnenland van het schiereiland Labrador met hoogtes variërend van 457 tot 579 meter boven de zeespiegel. Voordat het Smallwood Reservoir gecreëerd werd lag het nu onder water liggende gedeelte van het plateau bezaaid met door rivieren verbonden meren, poelen en moerassen. Daaronder drie grote meren: Meshikamau, Lobstick Lake en Ossokmanuan Lake.
Met 2030 km² was Meshikamau het grootste meer van de regio Labrador. Het vormt dan ook het merendeel van de oostelijke helft van het huidige stuwmeer.
Het nu onder water liggende meer was ruwweg driehoekig met een lange zijarm die zuidoostwaarts liep vanaf de zuidoostelijke hoek. De maximale lengte van noordwest naar zuidoost bedroeg 86 km, de maximale breedte bedroeg 37 km. Het meer waterde in het westen af naar Lobstick Lake, nu zelf onderdeel van het Smallwood Reservoir. Zelf ontving het via rivieren water vanuit het noordelijkere Michikamats Lake en het oostelijkere Mackenzie Lake.